# Irvine (California)
Irvine è una città della contea di Orange, in California. È una città costruita dopo un progetto, principalmente realizzata dalla Irvine Company a partire dagli anni sessanta. Fondata ufficialmente il 28 dicembre 1971, la città di 180 km² conta 202.079 abitanti (dati del 2007). Attualmente Irvine è la città più grande di tutta Orange County soprattutto perché è annessa a zone che non sono state classificate come cittadine. Nel giugno 2008, l'FBI ha dichiarato che Irvine è la città con il minor tasso di crimini violenti tra le città degli Stati Uniti con più di 100 000 abitanti (4 omicidi, 17 stupri, 50 rapine e 55 assalti aggravati nel 2006).
Irvine è inoltre la sede della University of California, della Concordia University, dell'Orange County Center per l'University of Southern California e di altri college minori. Irvine è anche sede di molte aziende, molte delle quali nel campo della tecnologia.

## Storia
Gaspar de Portolá, spagnolo, fu il primo esploratore europeo a raggiungere la zona, nel 1769. Vennero costruiti castelli, accampamenti e fortezze. Il Re di Spagna divise il territorio per missioni e uso privato. Dopo la dichiarazione d'indipendenza del Messico, nel 1821, il governo messicano prese il controllo della zona. Cominciò a distribuire la terra tra i cittadini spagnoli che la richiedevano, dividendola in ranchos.
Nel 1864 Jose Sepulveda, proprietario di Rancho San Joaquin, vendette 200 km² di terreno a Benjamin e Thomas Flint, Llewellyn Bixby e James Irvine per 18.000 dollari. Nel 1866, Irvine, Flint e Bixby comprarono altri 190 km² per settemila dollari. Nel 1868, dopo la guerra messico-statunitense, il ranch fu diviso fra i quattro proprietari, che lo dedicarono all'allevamento delle pecore.
Nel 1878 James Irvine comprò i terreni degli altri tre soci per 150 000 dollari. Ora il territorio era di 450 km² e si estendeva per 37 km dall'Oceano Pacifico al fiume Santa Ana. Alla morte di Irvine (1886), il ranch fu ereditato dal figlio James Jr., che creò la Irvine Company. Il nuovo proprietario cambiò la destinazione del territorio in favore dell'agricoltura. Nel 1888 la ferrovia di Santa Fe costruì una stazione sul territorio, e la chiamò Irvine. La cittadina che sorse attorno alla stazione venne chiamata anch'essa Irvine, nel 1914.
Nel 1947 James Irvine Jr morì, dopo aver venduto terreno al governo per la costruzione di due basi militari durante la seconda guerra mondiale. Il figlio Myford assunse la presidenza e cominciò a urbanizzare alcune aree del ranch, ma morì nel 1959 senza poter portare a termine l'operazione. Lo stesso anno, l'University of California chiese alla Irvine Company 4 km² di terreno per la costruzione di una nuova università. La Irvine accettò e lo Stato comprò altri 2 km² in più.
William Pereira, l'architetto dell'università, e altri progettisti della Irvine Company cominciarono a disegnare una cittadina di 50.000 che circondasse l'università. Il progetto riguardava residenze, industrie, parchi giochi, centri commerciali e aree verdi. La nuova città sarebbe stata chiamata ancora una volta Irvine; la vecchia e agricola Irvine, collocata in una zona diversa, venne rinominata East Irvine. I primi villaggi furono completati nel 1970.
Il 28 dicembre 1971 i residenti di queste comunità decisero di incorporare una città parecchio più grande di quella prevista da Pereira. Nel gennaio 1999, Irvine aveva circa centotrentaquattromila abitanti e un'area di 111 km².

## Geografia fisica

### Clima
Irvine, come buona parte della zona sud della California, ha generalmente un clima mediterraneo. Le estati variano dal temperato al caldo, e gli inverni rimangono freschi, scendendo raramente sotto lo zero. Le precipitazioni a Irvine si verificano principalmente durante i mesi invernali. La temperatura media a gennaio a è di 13 gradi Celsius, mentre quella media di agosto si aggira attorno ai 22 gradi.

## Società

### Evoluzione demografica
Secondo il censimento del 2000, c'erano 143.072 abitanti, 51.199 unità familiari e 34.354 famiglie. La densità era di 1.196,2 ab/km². C'erano 53.711 proprietà residenziali. Il 61,06% erano bianchi, l'1,45% neri, lo 0,18% nativi americani, il 29,38% asiatici, l'1,14% indigeni del Pacifico. Il 7,37% della popolazione era costituito da ispanici.
L'età media era di 33 anni. Per ogni 100 femmine c'erano 93,8 maschi. Il reddito medio di una famiglia era di 103.604 dollari all'anno. Il 6,1% della popolazione era sotto la soglia della povertà.

## Infrastrutture e trasporti
Irvine offre un sistema di piste ciclabili e corsie dedicate per incoraggiare l'uso delle biciclette come mezzi di trasporto. Ci sono 71,6 chilometri di piste fuori strada e ben 454 chilometri di piste su strada nella sola Irvine.